# Mlaka, Rijeka
Mlaka (italienska: Mlaca) är ett lokalnämndsområde och stadsdel i Rijeka i Kroatien. Den helt urbaniserade stadsdelen upptar den norra delen av stadens hamnområde och området närmast havet domineras av hamnanläggningen.      

## Geografi
Mlaka gränsar till lokalnämndsområdena Sveti Nikola i Turnić i nordväst, Podmurvice i norr, Banderovo i nordöst och Potok i sydöst. Åt söder gränsar lokalnämndsområdet och stadsdelen mot havet. 

## Byggnader och anläggningar (urval)
- Elektroindustriella handelsskolan
- Mlaka-parken
- Novi lists och La Voce del Popolos huvudkontor
- Podmurvices grundskola
- "Zagreb-kustens" containerterminal